# Kościół św. Maksymiliana Kolbe w Zatomiu Starym
Kościół św. Maksymiliana Kolbe – katolicki kościół filialny zlokalizowany w Zatomiu Starym (gmina Międzychód). Należy do parafii Najświętszej Maryi Panny Niepokalanie Poczętej w Sierakowie.
Modernistyczna świątynia została zbudowana w latach 1982–1986. Zaprojektował ją Marian Roszak. Jej budowa była przez kilka lat blokowana przez komunistyczne władze PRL. Wcześniej (przełom XIX i XX wieku) była to wieś, w której przeważał żywioł polski i katolicki. Od 1580 należała ona do parafii w Sierakowie. W okresie kulturkampfu (od pozbawienia parafii sierakowskiej księży w 1877) katoliccy mieszkańcy Sierakowa udawali się tutaj na tajne nabożeństwa odprawiane przez ks. Jakuba Barcikowskiego, aż do jego aresztowania po trzech latach takiej działalności.